# Enyo taedium
Enyo taedium es una especie de polilla de la familia Sphingidae. Fue descrita por Schaus, en 1890. Se sabe que vuela en México y del sur de Belice hasta Costa Rica, Ecuador y norte de Venezuela.
Los adultos vuelan desde principio de mayo en Costa Rica.
Las orugas probablemente se alimentan de Vitus tiliifolia y otros miembros de Vitaceae y Dilleniaceae familias, como Vitis, Cissus rhombifolia y Ampelopsis, Tetracera volubilis, Curatella americana, Tetracera hydrophila y Doliocarpus multiflorus. Ludwigia  de las Onagraceae también pueden ser una posible planta hospedera.

## Sinonimias
- Epistor taedium reconditus (Kernbach, 1957)
- Epistor taedium australis (Rothschild & Jordan, 1903)

## Subespecie
- Enyo taedium taedium (México y sur de Belice a Costa Rica, Ecuador y norte de Venezuela)
- Enyo taedium australis (Rothschild & Jordan, 1903) (Brasil)